# Kongresna Poljska
Kongresna Poljska (poljski: Kongresówka) je bila država koja je od 1814. do 1915. godine bila u personalnoj uniji s Rusijom. Stvorena je na Bečkom kongresu 1815. i tada se nazivala Kongresna Poljska. Imala je vlastitu vojsku, ustav, novac, zakone i carinu do 1831., kada je i formalno anektirana Carskoj Rusiji.
Kongresna Poljska bila ju ustavna monarhija, a car Rusije nosio je titulu kralja Poljske. Skupština Kongresne Poljske imala je i skupštinu koja je izglasavala zakone i bila odgovorna ruskom caru. Aleksandar I. Romanov bio je okrunjen za poljskog kralja i poštovao je ustav. Kasnije je vicekralja koji je imao diktatorske ovlasti. Njegov nasljednik, Nikola I. Romanov, odbio se okruniti za poljskog kralja, ali je nastavio ograničavati poljsku slobodu. 1831. godine poljska skupština je proglasila da ruski car više nije kralj Poljske. Nikola je poslao vojsku da uguši pobunu koja je trajala 11 mjeseci. Od tada je Poljska postala sastavni dio Rusije. Godinu dana kasnije ukinuti su ustav iz 1815. godine, poljska skupština i poljska vojska.
U siječnju 1863. godine ponovo je izbila pobuna, kada je car Aleksandar II pokrenuo novačenje u rusku vojsku poljsku mladež osumnjičenu za sudjelovanje u tajnim organizacijama. Ustanak se odvijao na terenu Kraljevstva, ali i u Litvi, Bjelorusiji i Volinju, i trajao je godinu i pol dana. Pobuna je ugušena u kolovozu 1864. kad su ubijeni vođe ustanka. Tada se uklanja i sam naziv i svodi se na rusku provinciju. 1880-ih ruski jezik postaje službenim, a poljski je zabranjivan u svim javnim ustanovama. Tijekom Prvog svjetskog rata Austro-Ugarska i Njemačka zauzimaju Poljsku i Kongresna Poljska prestaje postojati.